# Аудіоредактор
Аудіоредактор, а́удіоредактор або звуковий редактор (англ. digital audio editor) — програмне забезпечення для редагування цифрового звуку. Редактори пристосовані для роботи з музичним матеріалом.

## Застосування
Аудіоредактор використовуються для запису музичних композицій, підготовки фонограм для радіо, теле та інтернет-мовлення, озвучування фільмів і комп'ютерних ігор, реставрації старих фонограм (попередньо оцифрованих), акустичного аналізу мови. Аудіоредактор професійно використовуються звукорежисерами .

## Функції аудіоредактора
Функції аудіоредакторів можуть відрізнятися в залежності від їхнього призначення. Найпростіші з них, часто вільно поширювані, мають обмежені можливості по редагуванню звуку і мінімальна кількість підтримуваних аудіоформатів . Професійні пакети можуть включати багатодоріжковий запис, підтримку професійних звукових плат, синхронізацію з відео, розширений набір кодеків, величезну кількість ефектів як внутрішніх, так і плагінів.

### Відображення звукового сигналу

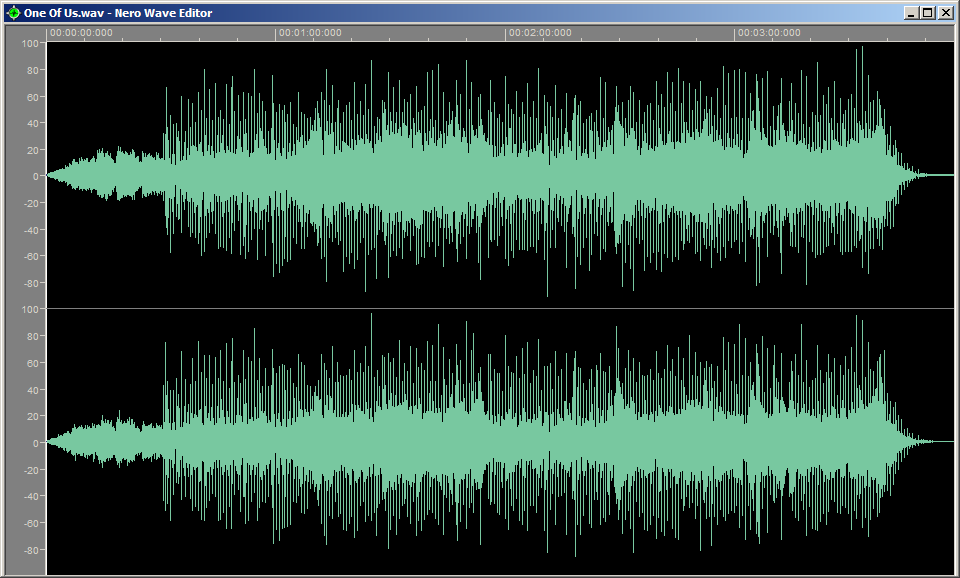
Приклад хвильової форми запису в аудіоредакторі

Звукові дані графічно представляються у вигляді послідовності відліків, які об'єднані однією обвідної, відповідної амплітуді звукового сигналу, званої сигналограмма (або хвильової формою). Вікно програми з графічним зображенням такої сигналограми називається треком або звуковою доріжкою. Зазвичай редактори дозволяють змінювати масштаб відображення доріжки, з можливістю змінювати як тимчасовий дозвіл (горизонтальна вісь), так і дозвіл амплітуди звуку (вертикальна вісь). Найбільш просунуті редактори дозволяють переглядати і змінювати дані з точністю до одного відліку. Також можливе подання звукової доріжки у вигляді спектрограми . У такому випадку по вертикальній осі відкладається частота сигналу в герцах, а інтенсивністю або кольором відображається амплітуда сигналу. Подібне уявлення сигналу зручно для визначення провалу в частотному діапазоні, наприклад для виявлення наслідків стиснення файлу.

### Запис і відтворення
Перші аудіоредактори підтримували запис, редагування та відтворення тільки однієї стереодоріжки, тобто містили дві монодоріжки з сигналами лівого й правого каналів фонограми. Але розвиток потужностей ПК дозволило проводити одночасний запис відразу з декількох входів багатоканальної звукової плати. Такі редактори називаються багатодоріжкові. При наступному відтворенні в такому редакторі можливо виконувати зведення кількох звукових доріжок в одну моно- або стереодоріжку, або створювати багатоканальну фонограму, наприклад, з метою підготовки супроводу до кінофільму з об'ємним звуком. Також однією з функцій може бути підготовування й запис CD, DVD-Audio .
В основному в аудіоредакторі запис ведеться без стиснення аудіо, для збереження максимальної якості звуку. Однак, існують програми, що дозволяють проводити запис із стисненням «на льоту», для економії місця носія або усунення зайвих операцій.
Крім можливості запису з зовнішніх джерел, як правило, в звуковому редакторі є вбудований генератор найпростіших тонів, різних видів шуму (наприклад, білого та інших колірних шумів ) і тиші.

### Перетворення звуку
Основне призначення аудіоредактора — це перетворення аудіосигналу. Більшість видів перетворень звуку прийшли з ери аналогового звукозапису, однак деякі з них стали можливі тільки із застосуванням цифрового представлення аудіоданих.
Найбільш поширеними є:
- перетворення амплітуди
  - посилення
  - зміна динамічного діапазону
  - мікшування
  - нормалізація
  - панорамування
- ефекти, засновані на затримці звуку
  - хорус
  - затримка
  - ефект луни
  - реверберація
  - фленжер
- фільтрація звукового сигналу
  - графічні і параметричні еквалайзери
  - фільтри
- реставрація звукового сигналу
  - шумозаглушення
  - придушення клацань в записах з пластинок
  - відновлення кліпованного "сигналу
- зміна висоти тону та / або тривалості звучання
- закільцьовування фрагмента

Як правило, функції аудіоредактора можливо розширити, завдяки використанню модулів — плагінів . Вони можуть містити один або кілька ефектів і перевершувати за якістю обробки або кількістю параметрів, що настроюються вбудованими інструментами обробки.

### Аналіз звуку
Для аналізу звуку можуть застосовуватися різні засоби:
- Аналізатор спектру
- Вимірювач рівня звуку
- Індикатор фази

### Використання технологіїMIDI
Деякі аудіоредактори можуть використовуватися спільно з синтезаторами, що підтримують інтерфейс MIDI для створення й редагування зразків звуків. За допомогою інтерфейсу MIDI зразки звуків можуть переміщатися з пам'яті синтезатора в аудіоредактор і назад. Також можливо вмикати відтворення звуку в редакторі по команді, що посилається через інтерфейс MIDI .

## Таблиця аудіоредакторів
| Назва                         | Виробник                            | Linux? | Mac OS X?     | Unix? | Windows? | Вільне програмне забезпечення? | Примітки                                                                        |
| ----------------------------- | ----------------------------------- | ------ | ------------- | ----- | -------- | ------------------------------ | ------------------------------------------------------------------------------- |
| Acoustica                     | Acon Digital Media                  | Ні     | Ні            | Ні    | Так      | Ні                             |                                                                                 |
| Amadeus Pro                   | HairerSoft                          | Ні     | Так           | Ні    | Ні       | Ні                             |                                                                                 |
| Ardour                        | Paul Davis                          | Так    | Так           | Так   | Ні       | Так                            | багатоканальний редактор                                                        |
| Audacity                      | Dominic Mazzoni                     | Так    | Так           | Так   | Так      | Так                            |                                                                                 |
| Audiobook Cutter Free Edition |                                     | Ні     | Ні            | Ні    | Так      | Так                            | MP3 audiobook splitter                                                          |
| Audio Dementia                | Holladay Audio                      | Ні     | Ні            | Ні    | Так      | Ні                             |                                                                                 |
| Audition                      | Adobe Systems                       | Ні     | yes (in beta) | Ні    | Так      | Ні                             | Раніше відомий як CoolEdit                                                      |
| BIAS Peak                     | BIAS                                | Ні     | Так           | Ні    | Ні       | Ні                             |                                                                                 |
| Creative Wavestudio           | Creative Technology                 | Ні     | Ні            | Ні    | Так      | Ні                             |                                                                                 |
| Diamond Cut DC7               | Enhancedaudio.com, Inc.             | Ні     | Ні            | Ні    | Так      | Ні                             | Noise Reduction, Editing and Audio Enhancement                                  |
| Ecasound                      | Kai Vehmanen                        | Так    | Так           | Так   | Ні       | Так                            |                                                                                 |
| Freecycle                     |                                     | Так    | Ні            |       | Ні       | Так                            | beat slicer                                                                     |
| Fast Edit                     | Minnetonka audio                    | Ні     | Ні            | Ні    | Так      | Ні                             |                                                                                 |
| Fission                       | Rogue Amoeba                        | Ні     | Так           | Ні    | Ні       | Ні                             |                                                                                 |
| FlexiMusic Wave Editor        | FlexiMusic                          | Ні     | Ні            | Ні    | Так      | Ні                             |                                                                                 |
| Goldwave                      | Goldwave Inc.                       | Ні     | Ні            | Ні    | Так      | Ні                             |                                                                                 |
| Jokosher                      | Jokosher community                  | Так    | Ні            | Так   | Так      | Так                            | багатоканальний редактор                                                        |
| LMMS                          | Tobias Doerffel                     | Так    | Так           | Так   | Так      | Так                            | Intended as a replacement for Cubase-like software (DAW)                        |
| Logic                         | Apple                               | Ні     | Так           | Ні    | Ні       | Ні                             | Pro mac os X daw                                                                |
| MAGIX Music Maker             | MAGIX                               | Ні     | Ні            | Ні    | Так      | Ні                             | Consumer to pro-sumer level and multi-track recording, free 30 day trail period |
| Media Digitalizer             | Digitope                            | Ні     | Ні            | Ні    | Так      | Ні                             | Intended to facilitate recording cassette tapes to digital formats              |
| mp3DirectCut                  |                                     | Так    | Ні            |       | Так      | Так                            | True MP3 LOSSLESS editor                                                        |
| MP3 Stream Editor             | 3delite                             | Ні     | Ні            | Ні    | Так      | Ні                             | Non-destructive                                                                 |
| MusE                          |                                     | Так    | Ні            |       | Ні       | Так                            | MIDI sequencer                                                                  |
| n-Track Studio                | FAsoft                              | Ні     | Ні            | Ні    | Так      | Ні                             |                                                                                 |
| NU-Tech                       | Leaff Engineering                   | Ні     | Ні            | Ні    | Так      | Ні                             | Available free SDK                                                              |
| Pyramix                       | Merging Technologies                | Ні     | Ні            | Ні    | Так      | Ні                             | DSP Based version and Native version                                            |
| Qtractor                      |                                     | Так    | Ні            |       | Ні       | Так                            | A non-destructive multi-track audio and MIDI Workstation (DAW)                  |
| QuickAudio                    | Sion Software                       | Ні     | Ні            | Ні    | Так      | Ні                             |                                                                                 |
| Reaper                        | Cocos Inc                           | Ні     | Так           | Ні    | Так      | Ні                             |                                                                                 |
| ReZound                       | Davy Durham                         | Так    | Ні            | Ні    | Ні       | Так                            | Graphical audio file editor                                                     |
| Rosegarden                    |                                     | Так    | Ні            |       | Ні       | Так                            | MIDI sequencer and multi-track recorder                                         |
| SADiE                         | SADiE                               | Ні     | Ні            | Ні    | Так      | Ні                             | non-destructive multi-channel, primarily for broadcast                          |
| Sample Wrench                 | dissidents                          | Ні     | Ні            | Ні    | Так      | Ні                             | /analyzer with MIDI transfer                                                    |
| Samplitude                    | MAGIX                               | Ні     | Ні            | Ні    | Так      | Ні                             |                                                                                 |
| Sequoia                       | MAGIX                               | Ні     | Ні            | Ні    | Так      | Ні                             |                                                                                 |
| Snd                           |                                     | Так    | Так           |       | Ні       | Так                            |                                                                                 |
| SndBite                       | Bill Poser                          | Так    | Так           | Так   | Так      | Так                            | Editor for cutting a recording into many small pieces.                          |
| Sound Forge                   | Sony                                | Ні     | Ні            | Ні    | Так      | Ні                             | Formerly from Sonic Foundry                                                     |
| Soundbooth                    | Adobe Systems                       | Ні     | Так           | Ні    | Так      | Ні                             | Intel only                                                                      |
| Soundscape 32                 | Solid State Logic                   | Ні     | Ні            | Ні    | Так      | Ні                             | DSP Based version — formerly from Soundscape Digital Technology                 |
| SoX                           |                                     | Так    | Так           | Так   | Так      | Так                            | багатоканальний редактор                                                        |
| Sweep                         | Conrad Parker                       | Так    | Ні            | Так   | Ні       | Так                            |                                                                                 |
| Total Recorder                | HighCriteria                        | Ні     | Ні            | Ні    | Так      | Ні                             | Доступний для безкоштовної розробки                                             |
| [[Traverso DAW]]              |                                     | Так    | Так           |       | Так      | Так                            | багатоканальний редактор                                                        |
| Virtual DJ                    | Atomix Productions                  | Ні     | Ні            | Так   | Так      | Ні                             |                                                                                 |
| WaveLab                       | Steinberg                           | Ні     | Так           | Ні    | Так      | Ні                             |                                                                                 |
| Wavosaur                      | Wavosaur Team                       | Ні     | Ні            | Ні    | Так      | Ні                             | доступна вільна версія                                                          |
| WavePad                       | NCH Software                        | Ні     | Так           | Ні    | Так      | Ні                             | доступна вільна версія                                                          |
| WaveSurfer                    | Centre for Speech Technology at KTH | Так    | Так           | Так   | Так      | Так                            |                                                                                 |
| XO Wave                       | XO Audio                            | Так    | Так           | Ні    | Ні       | Ні                             |                                                                                 |